# Патрік Дероше
Патрік Дероше (фр. Patrick Desrochers, англ. Patrick DesRochers; 27 жовтня 1979, Пенетангуішин, Онтаріо) — професійний канадський хокеїст, воротар, виступав за команди Хокейної ліги Онтаріо, АХЛ, Другої Бундесліги, Німецької хокейної ліги, чемпіонату Норвегії та Австрійської хокейної ліги.

## Кар'єра
Патрік Дероше почав свою професійну кар'єру в 1999 році в Американській хокейній лізі «Спрінгфілд Фелконс», роком раніше Фінікс Койотс в Драфті НХЛ обрав його під номером 14. Весь цей час він грає за клуби Американської хокейної ліги та Хокейної ліги Онтаріо, у складі «Койотс» він провів лише 5 матчів так і не загравши у Національній хокейній лізі.
У 2006 році він переїхав до Європи, де виступає  в ХК «Кріммічау» 2.Бундесліги чемпіонату Німеччини з хокею, через рік він підписує контракт з «Аугсбург Пантерс» (ДХЛ). З сезону 2008/09 виступає в чемпіонаті Норвегії, за місцевий топ-клуб «Волеренга» (Осло), в складі якого завоював титул чемпіона Норвегії в дебютному для себе сезоні.
Після чотирьох сезонів в Норвегії у 2012 році Патрік переїздить до Австрійської хокейної ліги клубу ХК «Дорнбірн».

## Нагороди та досягнення
- Матч найперспективніших гравців КХЛ — 1998
- У команді «Усіх зірок» Кубка Шпенглера — 2001
- Чемпіон Норвегії у складі клубу «Волеренга» (Осло) — 2009
- У команді «Усіх зірок» чемпіонату Норвегії — 2010